# Hof van Twente
Hof van Twente – gmina w północnej Holandii, w prowincji Overijssel.

## Miejscowości
Goor, Delden, Diepenheim, Bentelo, Hengevelde, Markelo